# Cerkiew Narodzenia Pańskiego w Iwano-Frankiwsku
Cerkiew Narodzenia Pańskiego – prawosławna cerkiew w Iwano-Frankiwsku, należąca do Kościoła Prawosławnego Ukrainy; dawna katedra eparchii iwano-frankiwskiej Ukraińskiego Kościoła Prawosławnego Patriarchatu Moskiewskiego.
Budowa nowej świątyni rozpoczęła się nie później niż w 1996. Niedostatek środków finansowych i brak wystarczającej liczby wiernych stale utrudniały prace budowlane. Z okazji Bożego Narodzenia 2000, zaplanowano zakończenie budowy dolnych pomieszczeń cerkwi. W 2005 został poświęcony i wzniesiony krzyż na głównej kopule świątyni. Wiosną 2010 patriarcha moskiewski i całej Rusi Cyryl podarował nowo wybudowanej świątyni katedralnej naczynia cerkiewne.
Pod koniec 2012 główne prace budowlane w świątyni zostały zakończone.  Nie wykonano natomiast prac wykończeniowych. Eparchia zwróciła się o pomoc do wszystkich chętnych, ponieważ w obwodzie trudno było znaleźć inwestorów gotowych wesprzeć budowę świątyń Patriarchatu Moskiewskiego.
28 marca 2023 r. cerkiew została przejęta przez wiernych Kościoła Prawosławnego Ukrainy.